# Mode Gakuen Spiral Towers
Mode Gakuen Spiral Towers (яп. モード学園スパイラルタワーズ Мо:до гакуэн супайрару тава:дзу) — 170-метровый и 36-этажный небоскрёб, расположенный по адресу 4-27-1 Мейеки, район Накамура, город Нагоя, префектура Айти, Япония. В здании находятся три учебных заведения: Nagoya Mode Gakuen (профессионально-техническое училище моды), HAL Nagoya (колледж технологий и дизайна) и Nagoya Isen (медицинский колледж).
Небоскрёб был построен в 2008 году. Он является третьим по высоте зданием учебного заведения в мире, и восьмым самым высоким зданием в городе Нагоя и префектуре Айти.